# Passage Louis-Philippe
Le passage Louis-Philippe est une voie du 11e arrondissement de Paris, en France.

## Situation et accès

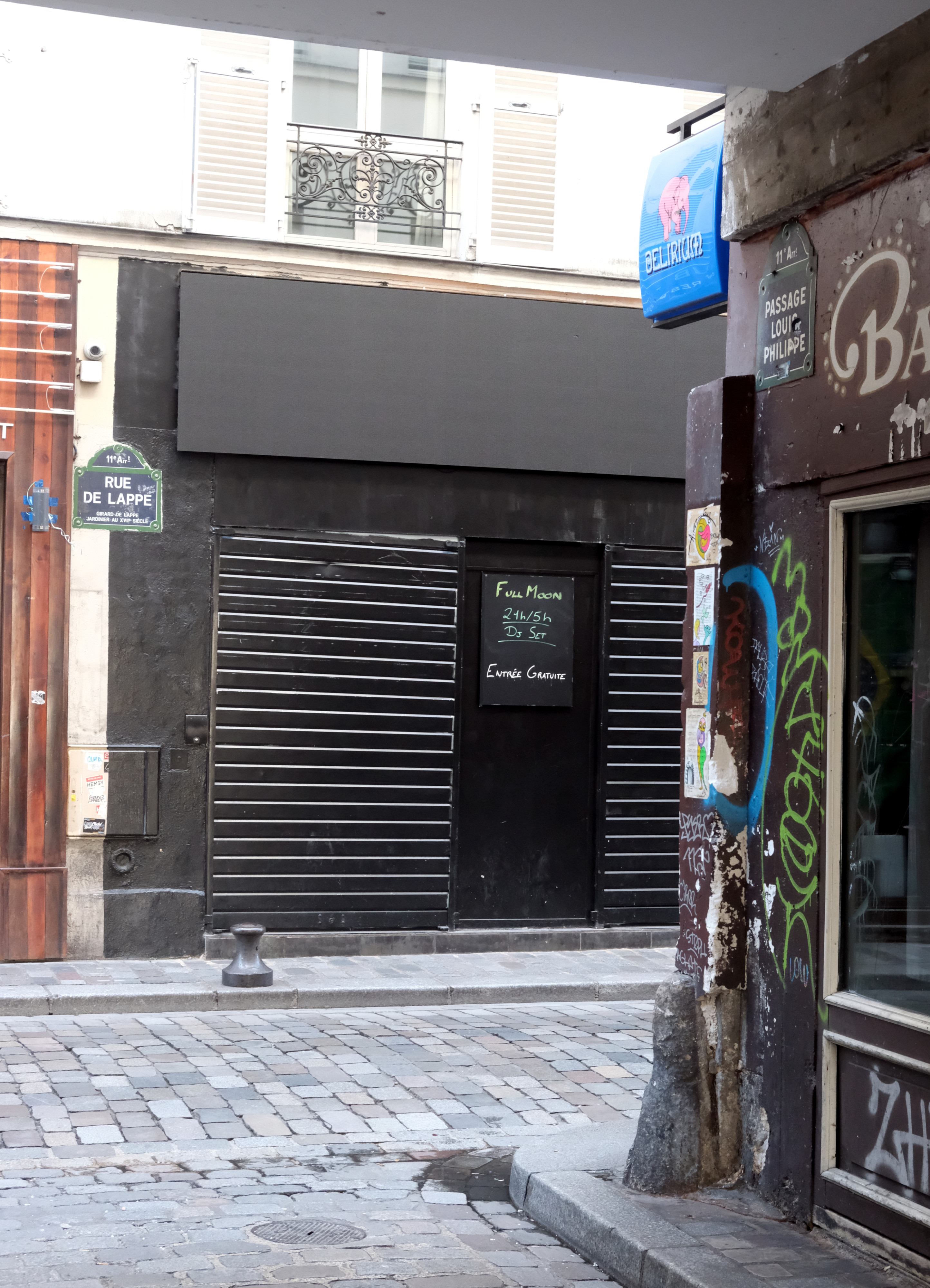
Pierre protègeant l'immeuble à l'intersection de la rue de Lappe et du passage Louis-Philippe.

Le passage Louis-Philippe est situé dans le 11e arrondissement de Paris. Il débute au 21, rue de Lappe et se termine au 27, passage Thiéré.

## Origine du nom
Il porte le nom de Louis-Philippe Ier (1773-1850), roi des Français, en raison de sa proximité avec la rue éponyme devenue « rue de Lappe ».

## Historique
Ce passage prend sa dénomination actuelle en 1831 puis est classé dans la voirie parisienne par arrêté municipal du 9 avril 1993.